# Tintin og picaroerne
Tintin og picaroerne (fransk originaltitel Tintin et les Picaros) er en fortælling i tegneserien Tintins oplevelser. Tintin og picaroerne er udgivet første gang i 1975 som Tintin et les Picaros og er album nummer 23 i serien.
Bianca Castafiore er blevet arresteret i Tapiocapolis. Med hjælp fra oberst Sponz har general Tapioca væltet Tintins gamle ven general Alcazar. Derfor tager Tintin, Terry, kaptajn Haddock og professor Tournesol ud på en redningsmission. Ved hjælp fra general Alcazar vælter de Tapioca og Sponz og redder Castafiore og også Dupond og Duponts liv.
Tintin og picaroerne er det sidste album i Tintins oplevelser som forfatteren Hergé fik færdiggjort før sin død i 1983.
Mens Hergé arbejdede med historien, kom han til at nummerere to sider 23. Den første af dem blev ikke publiceret, hverken i føljetonen eller i albummet. Men den er gengivet i Tintins museum hvor den er detaljeret beskrevet af Hergé selv med 4½ sider tekst og 5 sider tegninger; først råskitser, siden mere og mere færdige tegninger, og til sidst den helt færdige side, nu nummereret 22-2.

## Nogle franske udgaver
- 1975-1976: Tintin et les Picaros, fortsat serie i Tintin nr. 38, 16. september 1975[5] – nr. 16, 13. april 1976.[6] 62 tegneseriesider i farver.
- 1976: Les aventures de Tintin – Tintin et les Picaros, album fra Casterman, 62 tegneseriesider i farver.[7]

## Danske udgaver
Føljetoner
- 1976: Tintin og picaro'erne. Fortsat serie i Politiken nr. 146, torsdag 26. februar 1976 – nr. 68, tirsdag 7. december 1976.
- ca. 1976: Tintin og picaro'erne. Fortsat serie i Billed-Bladet.[8]
- 1983-1984: Tintin og picaroerne. Fortsat serie i Århus Stiftstidende søndag 10. apr. 1983 – søndag 10. juni 1984.

Album
- 1976: Tintins oplevelser nr. 23 (gammel standardudgave). Tintin og picaroerne. Carlsen, ISBN 87-562-0906-1.[9][10]
- 2007: Tintins oplevelser (retroudgave). Tintin og picaroerne. 2. udgave. Carlsen Comics, ISBN 978-87-626-0532-9. Fra 2. oplag, 2021, Cobolt, ISBN 978-87-7085-167-1.[11]
- 2009: Tintins oplevelser nr. 23 (minicomics). Tintin og picaroerne. Cobolt, ISBN 978-87-7085-377-4.[12][13]
- 2014: Tintins oplevelser (ny standardudgave). Tintin og picaroerne. Cobolt, ISBN 978-87-7085-540-2.[14]